# Port-de-Paix (stad)
Port-de-Paix (Haïtiaans-Creools: Pòdpè, Nederlandse vertaling: "Haven van vrede") is een stad en gemeente met 204.000 inwoners aan de noordkust van Haïti. Het is de hoofdstad van het gelijknamige arrondissement en van het departement Nord-Ouest.

## Geschiedenis

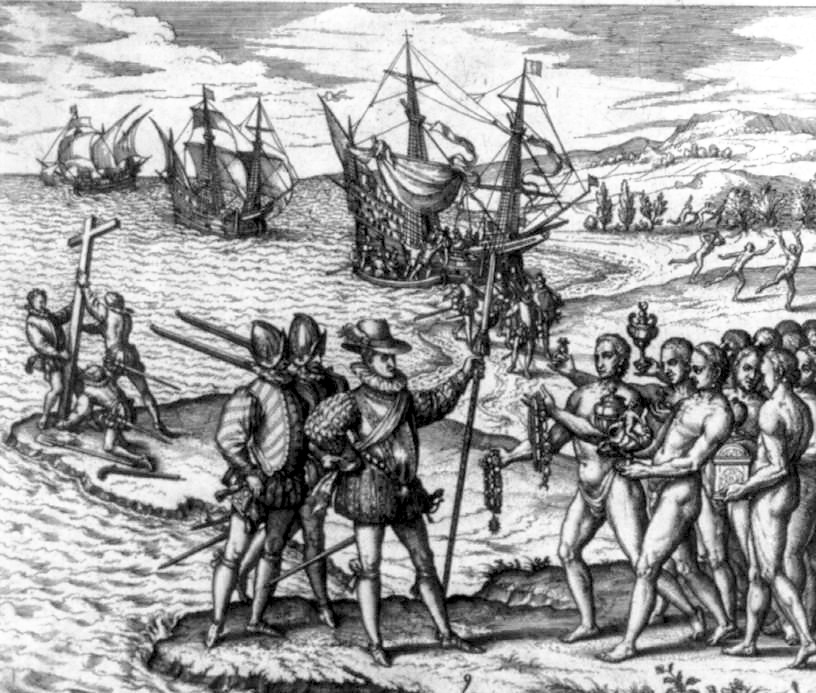
Columbus komt aan op Hispaniola

### Columbus
Op 6 december 1492 kwam Christoffel Columbus voor het eerst aan op het eiland Hispaniola, in het gebied waar tegenwoordig de stad Port-de-Paix ligt. Hij noemde het gebied Valparaíso.

### Stichting
Port-de-Paix wordt beschouwd als de oudste stad van Hispaniola. De stad is in 1664 gesticht door de Spanjaarden, die het ook Valparaíso noemden. Op deze plaats woonde een luitenant van het Taíno-cacicazgo Marién. De stad nam meteen veel Franse piraten op die door de Engelsen van het eiland Île de la Tortue (Tortuga) verdreven waren. Zij begonnen het Port-de-Paix te noemen.

### Franse tijd
In de Franse tijd plantte Bertrand d'Ogeron, gouverneur van La Tortue en de kust van Saint-Domingue, in Port-de-Paix de eerste cacaoplant. De latere gouverneur Pierre-Paul Tarin de Cussy riep Port-de-Paix voor korte tijd uit tot hoofdstad van deze kolonie. Eerder was dat Cap-Haïtien.
In 1679 vond in de buurt van Port-de-Paix een slavenopstand plaats, onder leiding van een priester, Padre Jean genaamd. Deze verzamelde in Pointe Palmiste, even ten oosten van de stad, 25 slaven. Deze doodden een aantal slavenhouders in Port-Margot, en trokken toen de bergen in. Daar werden zij nagejaagd door piraten, die Padre Jean en enkele medestrijders doodden.

### 19e en 20e eeuw

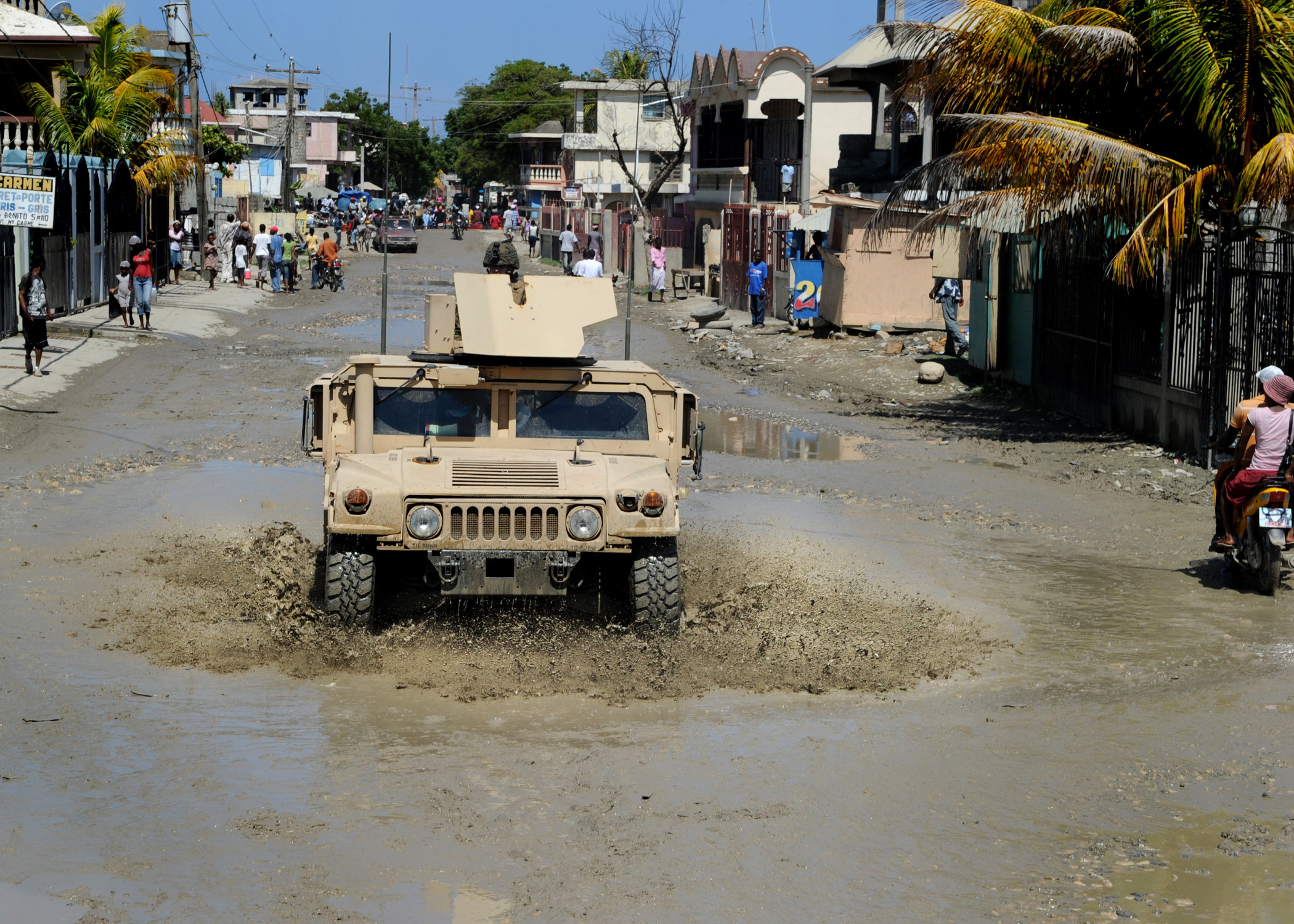
Amerikaanse humvee rijdt door een straat nabij de haven

Port-de-Paix was een welvarende stad in de 19e eeuw, maar werd in 1902 bijna vernietigd door een brand. Daarna heeft het nooit zijn vroegere status teruggekregen.
In de eerste uren van de bezetting van Haïti door de VS (1915 – 1940) was Port-de-Paix een belangrijke verzetshaard.

### Natuurrampen
- 1902: brand
- 12 oktober 1954: orkaan Hazel
- 31 augustus 1979: orkaan David
- 27 – 28 december 2001: na hevige regenval komen vijf personen om door een aardverschuiving
- 18 – 19 september 2004: orkaan Jeanne

## Indeling
De gemeente bestaat uit de volgende sections communales:
| Nr. | Naam               | Km²    | Inw.2015 |
| --- | ------------------ | ------ | -------- |
| 1   | Baudin             | 19,65  | 54.819   |
| 2   | La Pointe          | 16,91  | 9.930    |
| 3   | Aubert             | 19,43  | 89.373   |
| 4   | Mahotière          | 102,74 | 25.603   |
| 5   | Bas des Moustiques | 122,28 | 13.726   |
| 6   | La Corne           | 70,74  | 10.524   |

## Vervoer
Port-de-Paix heeft een haven voor de uitvoer van koffie en bananen. Tegenwoordig komt in deze haven ook smokkelwaar uit Miami aan. Bij de stad ligt de Luchthaven Port-de-Paix, van waaruit binnenlandse vluchten plaatsvinden naar Port-au-Prince.

## Toerisme
In en rondom Port-de-Paix zijn de volgende bezienswaardigheden:
- De Baie des Moustiques "Baai van de Muskieten", waar Columbus het eerste kruis op de bodem van Hispaniola geplant heeft.
- De waterval van Chamsolme.
- Het Fort des Trois Pavillons ("Fort van de Drie Paviljoenen"), het enige overblijfsel van twee vestingen die de stad bewaakten.
- Het strandhoofd van Saint Nicolas.
- De grot Trou Bon Dieu.
- Veel stranden, tot aan Cap-Haïtien.

Verder vertrekt vanuit Port-de-Paix de veerboot naar Île de la Tortue. Het toerisme is echter zwak, vanwege de instabiele situatie van Haïti.

## Patroonheilige
De patroonheilige van Port-de-Paix is Maria-Onbevlekte-Ontvangenis. Haar feestdag wordt gevierd op 8 december.